# Sá (Silva Escura)
Sá é um lugar de Silva Escura, no concelho da Maia.

## História e Toponímia
O lugar de Sá é o lugar sede de Silva Escura, a paróquia de Silva Escura é de fundação anterior ao século XII, no lugar de Sá há registo de vários casais, mencionados nas Inquirições de 1258.
Nesse mesmo ano de 1258, era abade de Silva Escura o Reverendo Padre João de Sá, sendo que este "de Sá" não indica o sobrenome, mas a naturalidade (o lugar de Sá, Silva Escura).

## Património
- Edifício da Junta de Freguesia
- Antiga Escola Primária de Sá
- Centro de Dia de Silva Escura
- Epitáfio á Professora Maria Mimosa dos Santos
- Capela particular da Casa Paredes
- Frontaria da Casa Rocha

## Festividades
- Marchas de Santo António - (sexta feira) anterior ou posterior a 13 de Junho